# تل عرار
تل عرار هو تل بركاني صغير يقع شمال مدينة درعا جنوب سوريا ويصل إلى ارتفاع 555 متر فوق سطح البحر.

## تاريخ
في 17 سبتمبر 1918، تمكنت قوة نظامية من الجيش الشريفي بقيادة نوري السعيد، مدعومة بقوات غير نظامية ومتطوعين من الحجاز وقرى حوران، من تحرير تل عرار شمال درعا أثناء الثورة العربية الكبرى، رغم الغارات الجوية التي نفذتها الطائرات الألمانية والتركية.